# Bellprat
Bellprat es un municipio español de la provincia de Barcelona, en la comunidad autónoma de Cataluña. El término municipal, perteneciente a la comarca de Noya, tiene una población de 69 habitantes (INE 2024).

## Historia
Hacia mediados del siglo XIX, el lugar, ya por entonces con ayuntamiento propio, tenía contabilizada una población de trescientos habitantes. Aparece descrito en el cuarto volumen del Diccionario geográfico-estadístico-histórico de España y sus posesiones de Ultramar de Pascual Madoz con las siguientes palabras:

BELLPRAT: l. con ayunt. de la prov., aud. terr. y c. g. de Barcelona (13 leg.), part. jud. de Igualada (3), dióc. de Vich. Sit. en la falda de una montaña con buena ventilacion y clima sano: tiene sobre 30 casas, una igl. parr. (San Salvador) de la que es aneja la de San Cristóbal de Queralt, servida por un cura de ingreso: los vec. se surten de aguas buenas de fuente para beber y demas usos domésticos. Confina el térm. con Fillol, Sta. Perpetua, Miralles y Pontils, estendiéndose 1/2 hora y 3/4 en estas direcciones: dentro de este radio se halla una ermita dedicada á San Jaime, donde se celebra misa los dias festivos; y el castillo y torre nombrado de Queralt. sit. en la cumbre de una elevada sierra; es de sólida construccion con un grande y fuerte edificio que era la morada de los Condes de Sta. Coloma, ant. Sres. del pueblo. El terreno es montuoso, áspero y escaso de aguas, encontrándose en él la cord. nombrada del Pañí, que separa la prov. de Barcelona de la de Tarragona: se cree que en sus entrañas abriga minerales de carbon de piedra, á pesar de que en 1841 se hicieron varias pruebas sin resultado. Los caminos son locales y de herradura. Prod. trigo, avena, cebada, legumbres, vino y poco aceite; cria algun ganado y caza. Pobl. 46 vec. de catastro, 300 alm. cap. prod.: 1.939,600 rs. imp. 48,490.
(Madoz, 1846, p. 154)

## Demografía
Bellprat cuenta con una población de 69 habitantes (INE 2024).
| Gráfica de evolución demográfica de Bellprat entre 1842 y 2021                                                        |
| |
| Población de derecho según los censos de población del INE. Población de hecho según los censos de población del INE. |

## Elecciones municipales
| Partidos Políticos | %      | Votos | Concejales |
| ------------------ | ------ | ----- | ---------- |
| UpB-AM             | 55,13% | 43    | 1          |
| IPB-PM             | 37,18% | 29    | 0          |
| CiU                | 2,56%  | 2     | 0          |